# Veit Wagner
Veit Wagner (Strasburgo, XV secolo – XVI secolo) è stato uno scultore francese operante in Alsazia tra il 1492 e il 1517.

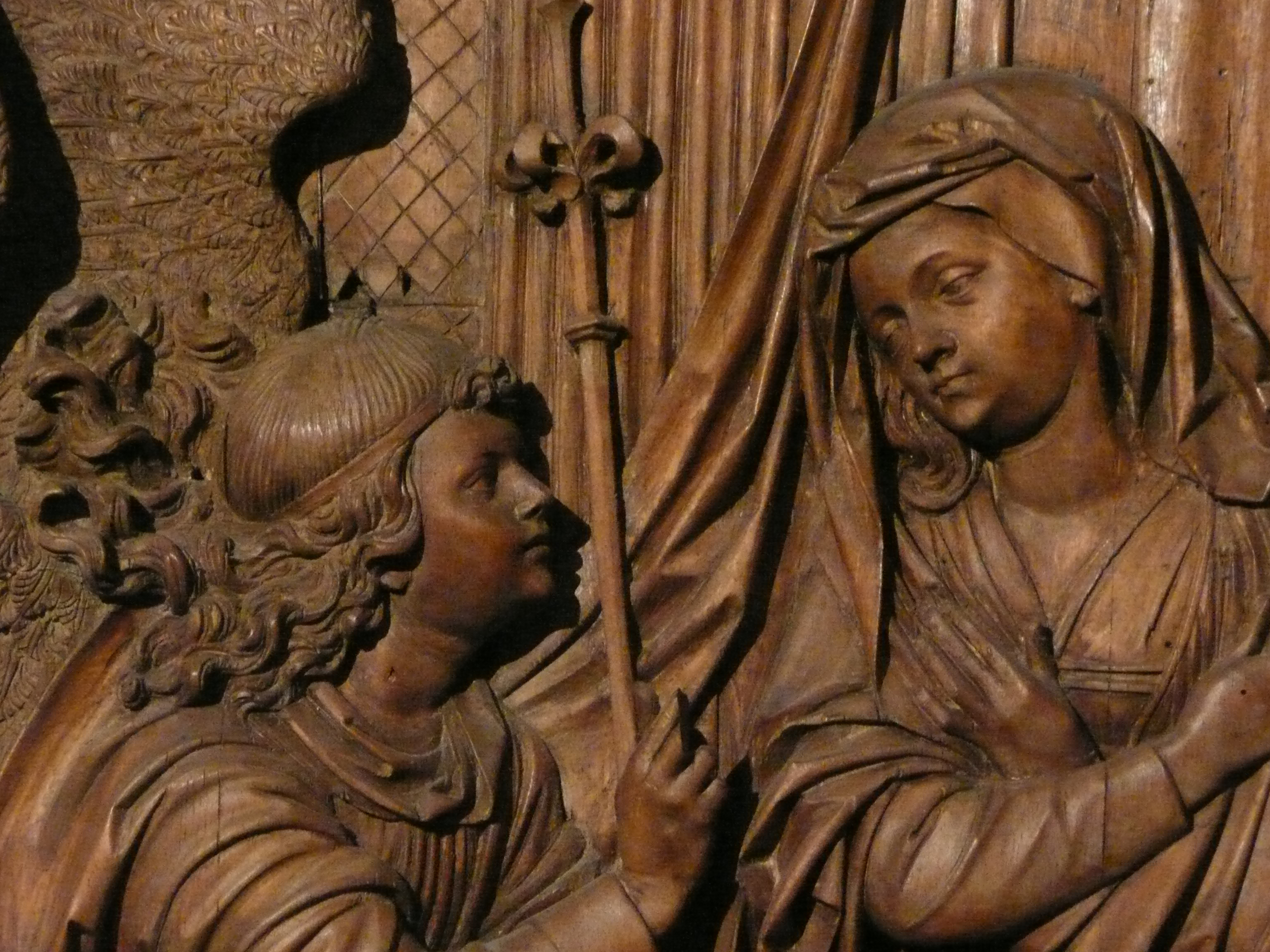
Altare di Bergheim - Annunciazione (particolare)

È noto soprattutto per l' Altare scolpito per la chiesa di Bergheim, in Alsazia, ora conservato nel Musée d'Unterlinden di Colmar.
Tra le altre sue opere conosciute, pannelli in legno raffiguranti scene della vita di san Pietro e santa Valeria nella Chiesa di Saint-Pierre-le-Vieux di Strasburgo e un gruppo scultoreo formato da due busti di vescovi (sant'Egidio e san Benedetto), conservato nel Musée des beaux-arts di Mulhouse.
Viene attribuita all'artista anche l'imponente opera scultorea Il Monte degli Ulivi (1498), collocata nella cappella Saint-Laurent, all'interno della Cattedrale di Strasburgo.

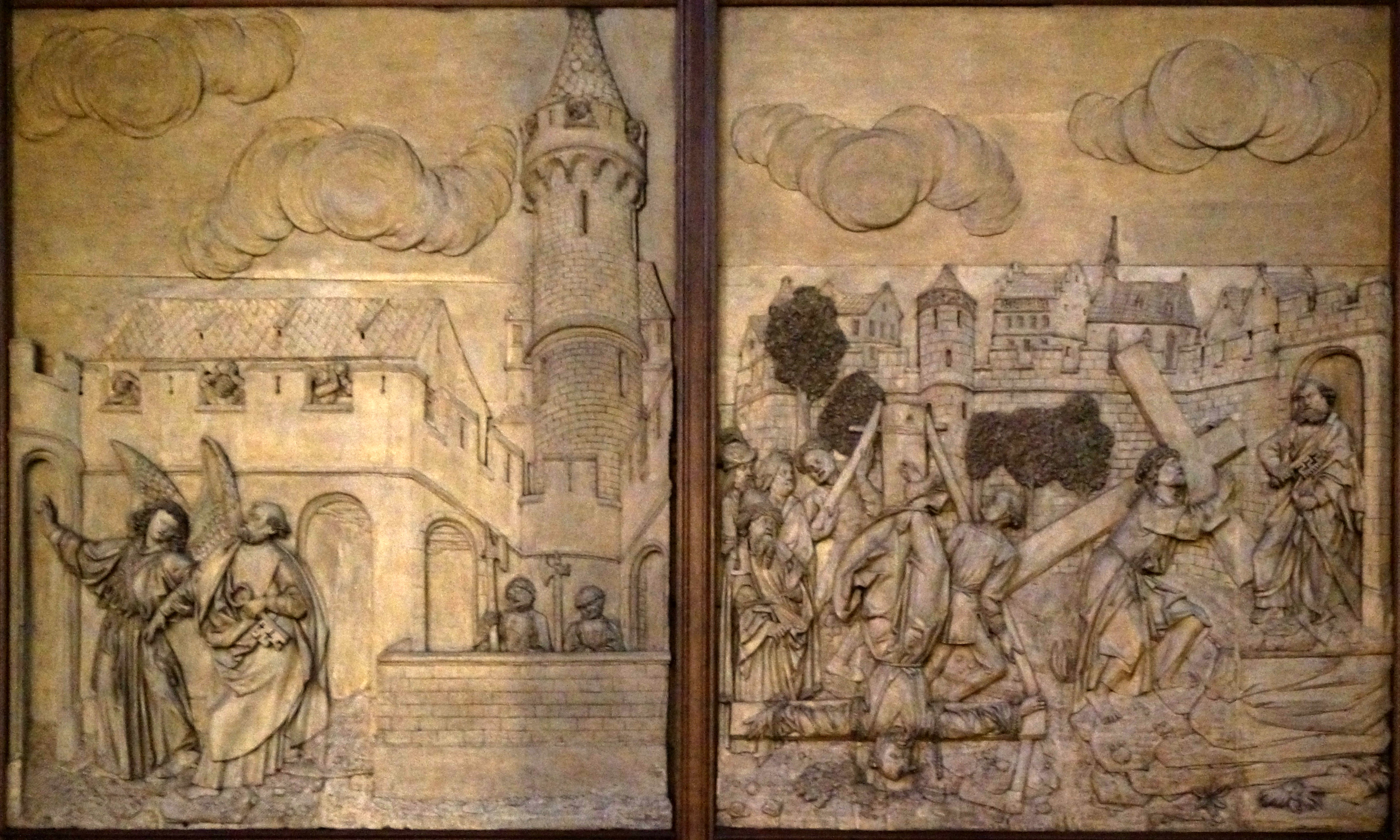
Scene della vita di San Pietro e Santa Valeria (1)

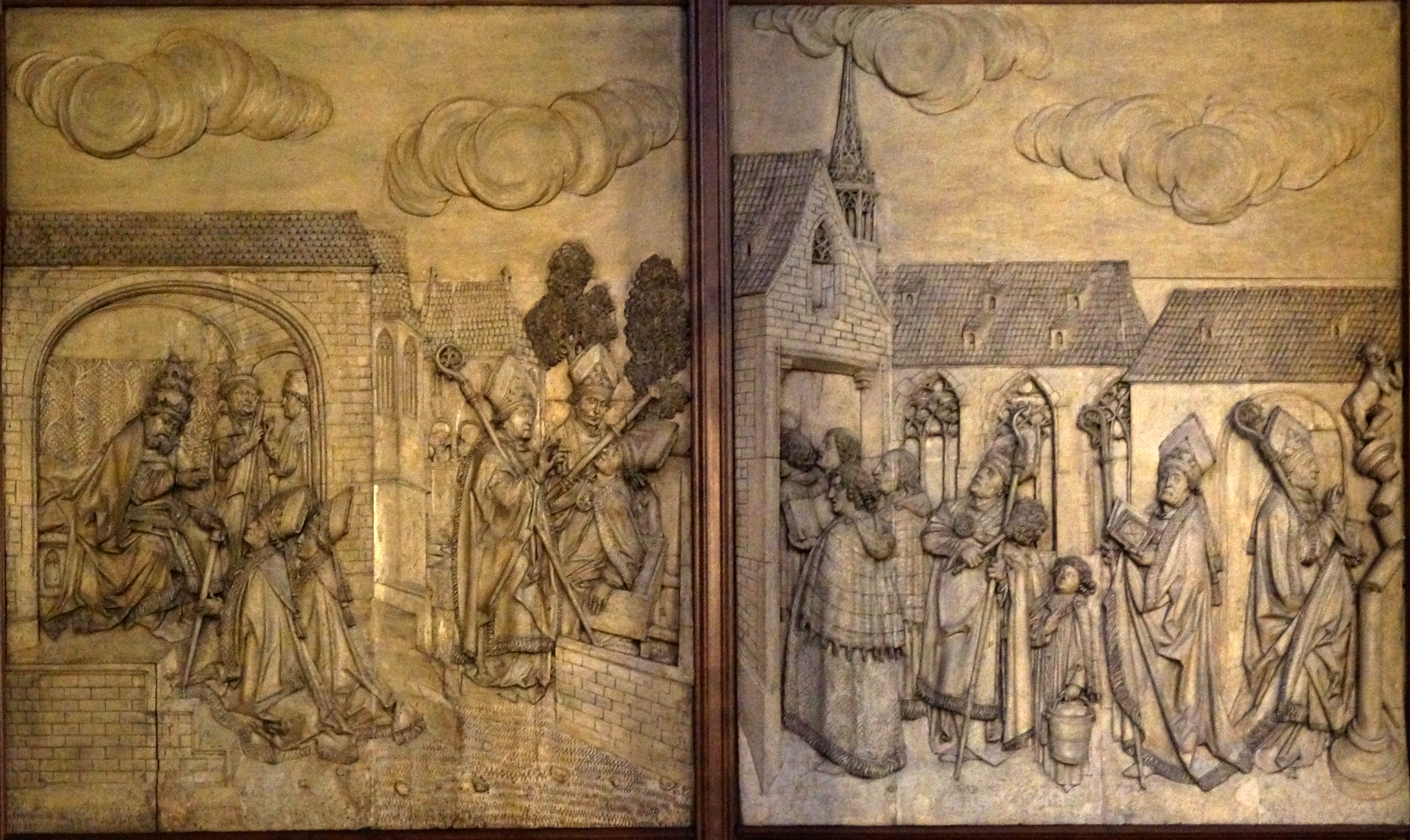
Scene della vita di San Pietro e Santa Valeria (2)

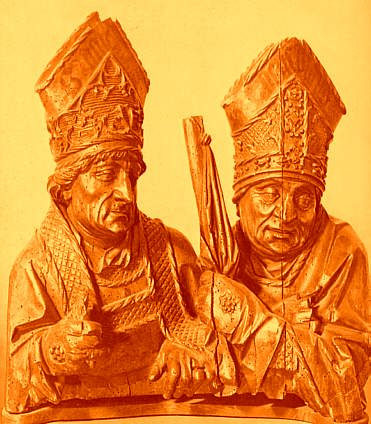
Due vescovi

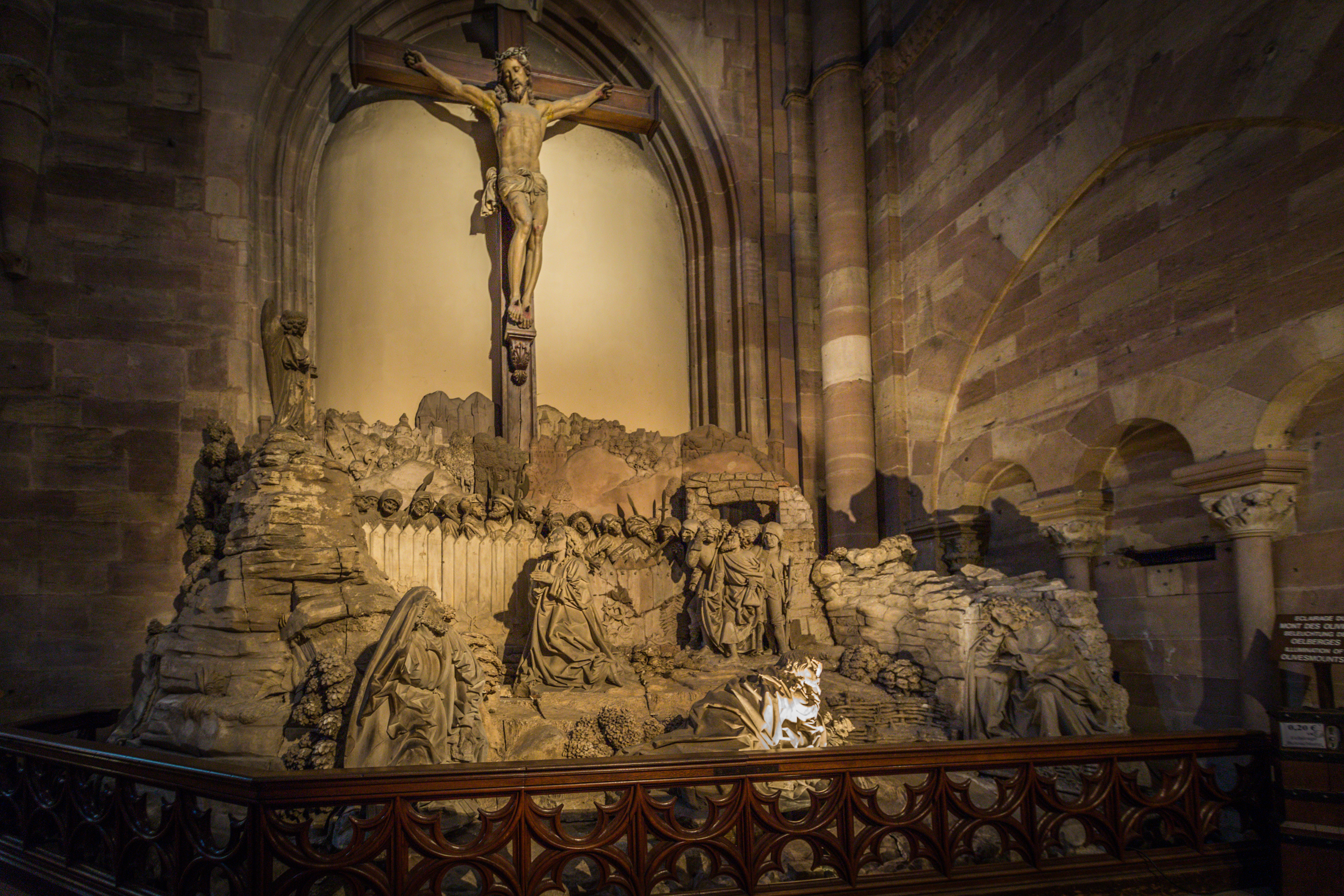
Il Monte degli Ulivi